# Bouin-Plumoison
Bouin-Plumoison è un comune francese di 462 abitanti situato nel dipartimento del Passo di Calais nella regione dell'Alta Francia.

## Società

### Evoluzione demografica
Abitanti censiti